# 朝日山城 (加賀国)
朝日山城（あさひやまじょう）は、石川県金沢市北千石町にあった安土桃山時代の日本の城（山城）。別名一本木城（いっぽんぎじょう）。

## 概要
1582年（天正10年）、天下統一を目前にして織田信長が斃れた本能寺の変の直後に山崎の戦いで明智光秀を討った羽柴秀吉は、自身の天下統一に向けた活動を先鋭化し、翌年の賤ヶ岳の戦いで柴田勝家を滅ぼした。続いて1584年（天正12年）には織田信雄・徳川家康連合軍と衝突し、小牧・長久手の戦いが勃発した。この時、信長に仕えて越中に進出していた佐々成政は、前年の賤ヶ岳の戦いでは秀吉に降伏することで越中を維持していたが、小牧・長久手の戦いが起こると家康に接近し、一転して反秀吉の動きを見せた。
これにより越中の佐々成政と、秀吉方である加賀の前田利家との間で軍事的な緊張状態が発生し、北陸道の脇街道である「田近越」や「小原越」、「二俣越」などの古道が通る加越国境地帯には、街道沿いに多くの山城が築城されることとなった。朝日山城は、この城塞群の1つとして前田軍の村井長頼により田近越に築城されたもので、同じく田近越にある佐々軍の一乗寺城（小矢部市の史跡）と対峙していた。このほか、田近越より南方の小原越には、切山城と松根城（小原越と共に国の史跡「加越国境城跡群及び道」を構成）が、二俣越には高峠城と荒山城が築かれた。
朝日山城の城跡は、松根城の北西1.2キロメートルの標高180メートルの丘陵上に位置する。郷土地誌の『加能郷土辞彙』によると、1573年（天正元年）に上杉謙信が一向一揆を朝日山に攻めたとの伝承があり、より古い時期から城塞としての利用があった可能性もあるが、城として明確に史料に現れるのは1584年（天正12年）からとされる。東西方向に伸びる稜線上に、堀切で区画された3つの曲輪が造られている。西側の「タケノクボ」とよばれる曲輪（東西40メートル×南北25メートル）が本曲輪と考えられ、その東にニノ曲輪（東西20メートル×南北15メートル）・三ノ曲輪（東西40メートル×南北30メートル）が続く。本曲輪とニノ曲輪の北側斜面には腰曲輪（幅10メートル×長60メートル）がある。
前田軍（村井軍）が築城中、佐々軍に襲撃され一時占拠されたが、村井側が奪還した、或いは当初佐々軍が築いていたのを前田軍が奪ったなど、築城の状況には諸説あるという。
これら加越国境地帯の山城群は、1585年（天正13年）に成政が秀吉に降伏し（富山の役）、前田利長が越中西部を掌握して軍事的緊張状態が解消したことにより、その役割を終えたと考えられている。